# Salvador Calvillo Madrigal
Salvador Calvillo Madrigal (Morelia, Michoacán, 25 de noviembre de 1901 - Ciudad de México, 14 de marzo de 1992) fue un escritor, periodista y académico mexicano.

## Semblanza biográfica
Realizó sus estudios en su ciudad natal en el Colegio de San Nicolás de Hidalgo. En 1934 escribió sus primeros artículos periodísticos para el semanario Imagen, posteriormente, colaboró para diversas publicaciones y periódicos de Michoacán y de la Ciudad de México, entre ellos El Centavo, La Espiga y el Laurel, La República, El Hijo Pródigo, Letras de México, México en la Cultura, Arte y Plata, Novedades y El Día.
En 1957 fue nombrado director de la Revista Mexicana de Cultura, la cual dirigió hasta 1962. Vivió en la ciudad de Toluca. Se integró al Sindicato de Redactores de Prensa y fue secretario particular de Juan Fernández Albarrán, durante su gestión como gobernador del Estado de México de 1963 a 1969. Fue elegido miembro correspondiente de la Academia Mexicana de la Lengua.

## Premios y distinciones
- Premio de Literatura de la Ciudad de México, en 1946.
- Concurso de cuento por El Universal, en 1948.
- Concurso de cuento por El Nacional, en 1953.

## Obras publicadas
- Estas cosas..., 1944.
- Amanecer: drama en un acto, 1945.
- ¿Una copa conmigo?, 1951.
- Adán, el importante: cuentos, 1952.
- Pan de alegría, 1954.
- El tío Sebastián, 1954.
- Plativología, 1954.
- Dilucidario, 1956.
- Los presentes, 1956.
- La Revolución que nos contaron, 1959.
- Una hora de tres minutos, 1959.
- Una rama en la hoguera, 1966.
- A las tres de la mañana, 1971.
- El campesino y la reforma agraria, 1978.
- La literatura en Michoacán, 1978.